# Páll Ólafsson

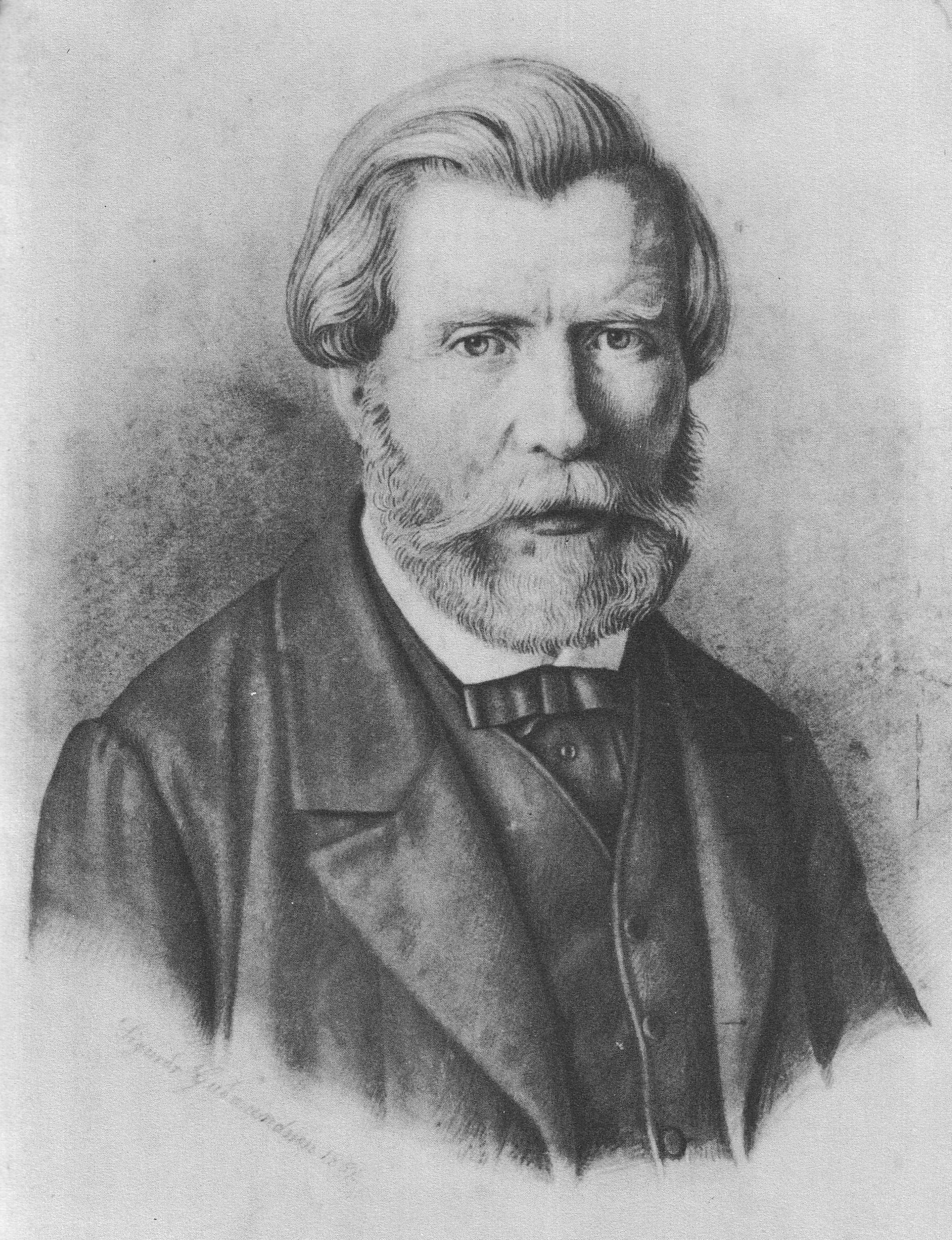
Páll Ólafsson på en teckning av Sigurður Guðmundsson 1867.

Páll Ólafsson, född 8 mars 1827, död 23 december 1905, var en isländsk lyriker. Han var halvbror till Jón Ólafsson.
Páll undervisades först i hemmet hos sin far, diktaren och prästen Olafur Inriðason, men fick aldrig någon högre utbildning. Han levde som lantbrukare på gården Hallfreðarstaðir i Norður-Múla-Syssel, men omkring 1870 blev han känd på Island för sina lätta och flytande små dikter. Dikterna spreds från man till man, och gavs ut i två band, Ljóðmæli (1899 och 1900).
Pálls diktning är alltid naturlig och rättfram, och han har en sällsynt känsla för språk och rim. Han diktar mest om vardagen och omgivningen; friska och känslosamma dikter om sin hustru och sina barn, skämtsamma rimbrev till sina vänner eller prisande av den vänliga naturen och den välsignade sommarsolen, sina goda ridhästar och inte minst det saliggörande vinet och vännen Bacchus.